# Nilakantha Dharani

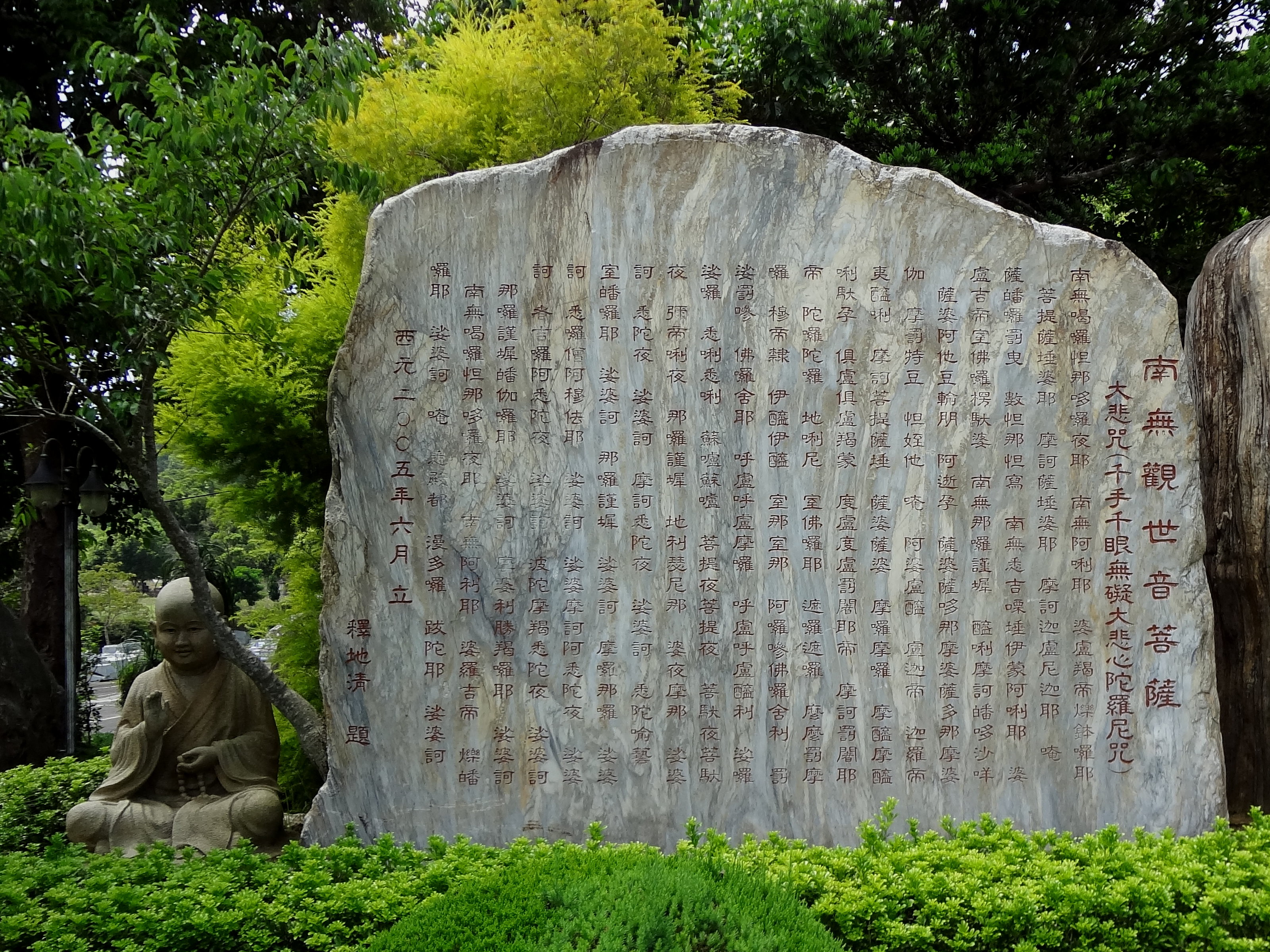
La Nīlakaṇṭha Dhāraṇī gravée sur une stèle. Pagode Fo Ding Shan Chao Sheng, canton de Sanyi, Taïwan. Érigée en juin 2005.

Nīlakaṇṭha Dhāraṇī (sanskrit IAST), Dharani de (celui qui a) la Gorge bleue, également connue sous les appellations Mahākaruṇā (-citta) Dhāraṇī ou Mahākaruṇika Dhāraṇī (Dharani -ou Mantra- de la Grande compassion), (chinois: 大悲咒 Dàbēi zhòu; japonais: hiragana ニーラカンタ・ダーラニー , kanji  大悲心陀羅尼 ; vietnamien: Chú Ðại Bi; coréen hangeul: 니라칸타 • 다라니, Hanja: 神妙章句大陀羅尼) est un texte du bouddhisme mahāyāna  dédié au bodhisattva Avalokiteśvara.
Une dharani est un hymne sacré, une incantation ou une formule mystique. C'est une sorte de mantra.
Depuis le VIIe siècle, la Nīlakaṇṭha Dhāraṇī est un des hymnes les plus populaires du bouddhisme mahāyāna. À l’origine, elle consistait  en la récitation des différents noms  et attributs d'une des épithètes de Shiva, Nīlakaṇṭha  Lokeśvara (Le Maître du Monde à  la Gorge bleue), et de ceux de Harihara. Elle était prononcée par Avalokiteśvara, qui intervenait également, toujours en qualité de « récitant », dans plusieurs autres dharanis destinées à  des divinités  hindoues.
Au  fil des siècles, le bodhisattva a été assimilé à ces divinités, entraînant ainsi leur incorporation au panthéon bouddhique. Ainsi, Avalokiteśvara-Nīlakaṇṭha est passé du statut de « récitant » à celui de « destinataire » de la dharani.
Sa forme aux « mille bras » ou « mille mains », dont le symbolisme est issu de l'hindouisme, est particulièrement vénérée.
Entre  les VIe et XVIIIe siècles, neuf moines indiens et trois  tibétains ont réalisé treize traductions de la dharani (certains en ont effectué  plusieurs), à partir du sanskrit vers le chinois ou  le tibétain. Neuf sont dites « courtes», quatre sont  dites « longues». Celle qui est devenue la version « standard » (une des courtes) a été traduite en anglais au XXe siècle par  quatre auteurs, deux historiens : D.T Suzuki, Lokesh Chandra et deux maîtres zen : Kazuaki Tanahashi et Joan Halifax.
Le sutra qui contient la dharani a été intitulé Avalokitesvara aux mille mains et aux mille yeux (chinois : 千手千眼觀世音菩薩廣大圓滿無礙大悲心陀羅尼經 , pinyin : Qiān shǒu qiān yǎn guānshìyīn púsà guǎngdà yuánmǎn wú ài dàbēi xīn tuóluóní jīng) Taishō T20n1060_001, par Bhagavaddharma au milieu du VIIe siècle. Il a traduit les stances du sutra, mais pas la dharani, qu'il a translittérée. En effet, celle-ci est censée posséder un pouvoir magique quand elle est récitée  en sanskrit. Pour cette raison, le nombre de syllabes et la prononciation dans les langues cibles, doivent refléter et reproduire autant que possible ceux de la langue source. Les autres traducteurs ont fait de même.
La version de Bhagavaddharma, une des « courtes », a été consacrée  par la postérité, reprise et translittérée dans   tous les pays  où est vénéré Avalokitesvara aux mille mains et aux mille yeux. Elle est  la version « standard » encore de nos jours, très populaire  dans les pays où  le courant  mahāyāna s’est développé : Chine continentale, Corée du Sud , Hong Kong, Japon, Taïwan, Viêt Nam  et aussi Singapour, mais beaucoup moins dans les pays pratiquant le bouddhisme tibétain. Sa popularité est comparable  à celle du mantra de la compassion Om mani padme hum, également dédié à Avalokiteśvara.
Dans le cadre rituélique, elle est chantée ou récitée quotidiennement par les moines et les nonnes dans les monastères zen et par les pratiquants laïcs, dans les temples, les pagodes ou chez eux.
Elle est  parfois confondue avec une autre dharani, dont le texte est très différent, également connue sous le titre de Mantra de la Grande compassion Tibétain ou Dharani Sutra du Cœur d’Avalokiteśvara aux onze visages, qui provient en fait de l’ekādaśamukham-sutra (Sutra des onze visages).
Le développement d’internet, ces dernières décennies, a permis la prolifération de milliers de sites qui proposent en ligne les deux dharanis récitées ou chantées, soit par des religieux ou des nonnes, soit par des artistes  asiatiques  célèbres  dans les milieux bouddhistes. Certaines totalisent  plusieurs millions (voire dizaines de millions) de vues.
Les quatre versions « longues » sont celles de Vajrabodhi et les trois tibétaines, auxquelles il faut ajouter celle  retrouvée parmi les Manuscrits de Dunhuang par  Sir Aurel Stein, que  Louis de La Vallée-Poussin et  Robert Gauthiot ont publiée en 1912.
Les traductions en anglais de D.T Suzuki, Lokesh Chandra, Kazuaki Tanahashi et Joan Halifax, comprennent des éléments de la version «courte» de Bhagavaddharma  et de la «longue» de Vajrabodhi. Pour autant, aucun de ces  qualificatifs ne peut leur être attribué, car n’étant  pas des translittérations, les nombres de versets  et surtout de syllabes, sont très variables. Ainsi sont-elles deux ou trois fois plus courtes que les versions sources.

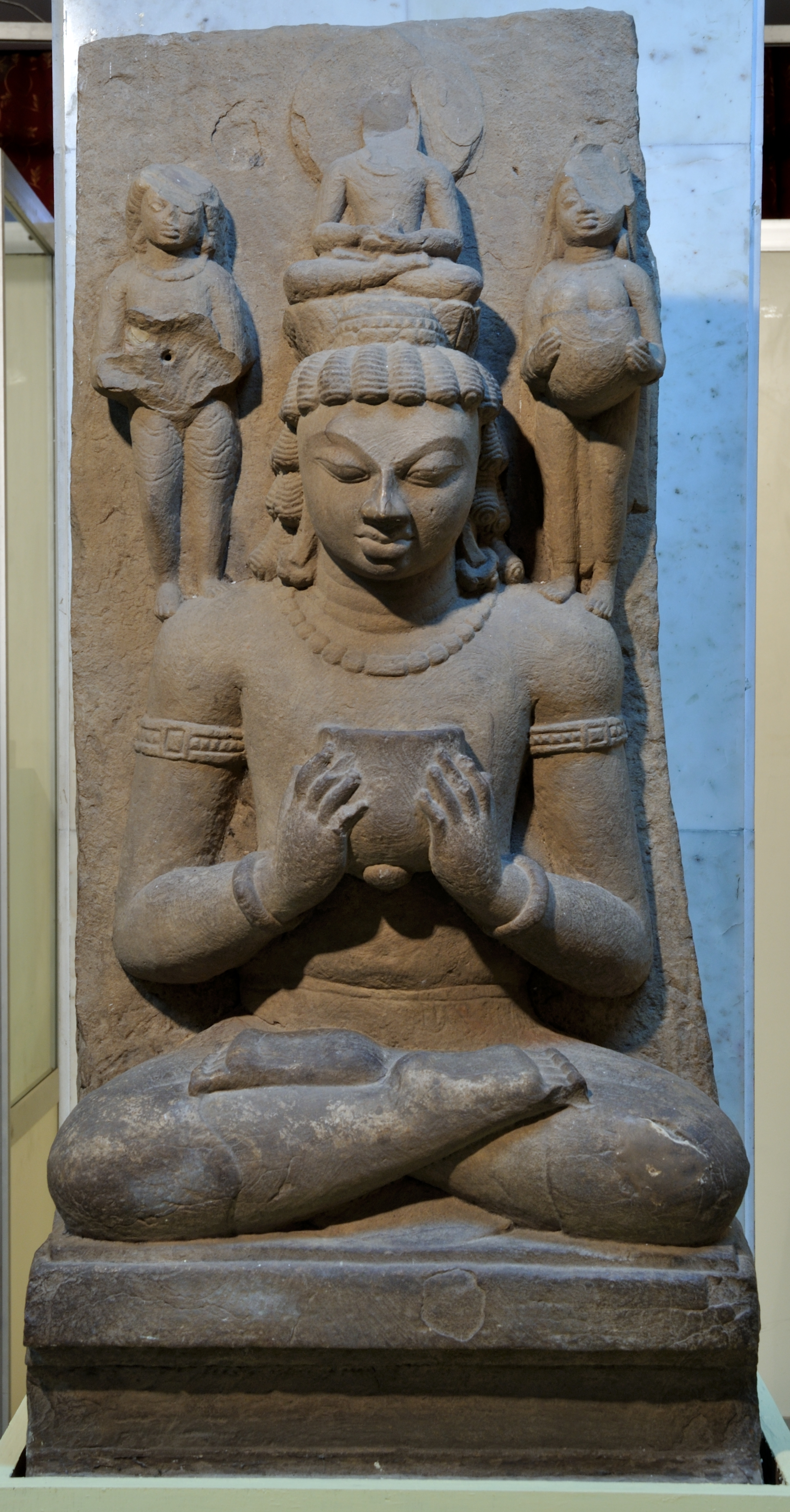
Représentation de Shiva alors qu’il s’apprête à boire le poison halāhala, épisode à l’issue duquel il deviendra Nīlakaṇṭha (« la gorge bleue »). Sculpture en grès, VI, Musée archéologique de Sarnath, Uttar Pradesh, Inde.

## Titres multiples
Plusieurs titres désignent le texte:
Nīlakaṇṭha Dhāraṇī (Dhāraṇī de (celui qui a) la Gorge bleue),, et Mahākaruṇā (-citta) Dhāraṇī ou Mahākaruṇika Dhāraṇī : (Dharani de la Grande compassion); (chinois: 大悲咒 Dàbēi zhòu); coréen: hangeul: 니라칸타 다라니 (Nilakanta  dalani), Hanja: 神妙章句大陀羅尼);japonais: ニーラカンタ・ダーラニー ( Nīrakanta dāranī ); vietnamien: Chú Ðại Bi(Mantra de la Grande Compassion).

## Histoire du texte

### Dharani  ou mantra
Le texte est désigné par les termes dharani ou mantra. Philip Kapleau (en), dans son ouvrage  Question zen, traduit par Vincent Bardet, écrit: 

« la différence entre les deux réside dans la longueur de leurs textes respectifs: une dharani  est un texte plus ou moins long, tandis qu'un mantra est plus condensé (une syllabe ou quelques mots). »

Eugène Burnouf, dans Introduction à l'histoire du bouddhisme publié en 1876, est du même avis: 

« Je n’ai pu découvrir la différence qui distingue un Mantra d’une Dhâraṇî, si ce n’est que le Mantra m’a toujours paru être plus court que la Dhâraṇî, laquelle est quelquefois très-développée »

.
Dans le cas présent, la Nīlakaṇṭha Dhāraṇī est la partie «hymne» (composée de 77 à 113 versets selon les versions)  extraite d'un sutra beaucoup plus long. Cette partie, censée posséder un caractère magique , comme c’est également le cas pour un  mantra, est toujours «translittérée», afin que les vibrations produites par les termes prononcés en sanskrit puissent être «reproduits» autant que possible. La «traduction», dans le plein sens du terme ne concerne que l'autre partie du sutra (mise en contexte des personnages, situation, récit, prescritions rituéliques...).
Parmi les mantras connus, l'on peut citer le Gāyatrī mantra, qui est composé de vingt-quatre syllabes réparties en quatre versets, et  Om maṇi padme hūm , formé de six syllabes.
Ces exemples montrent que si  les termes « dharani » et « mantra » diffèrent quant à  leurs longueurs, leur point commun est qu’ils désignent  des groupes de mots considérés comme magiques. D’où l’emploi de l’un  ou l’autre pour désigner la Nīlakaṇṭha .

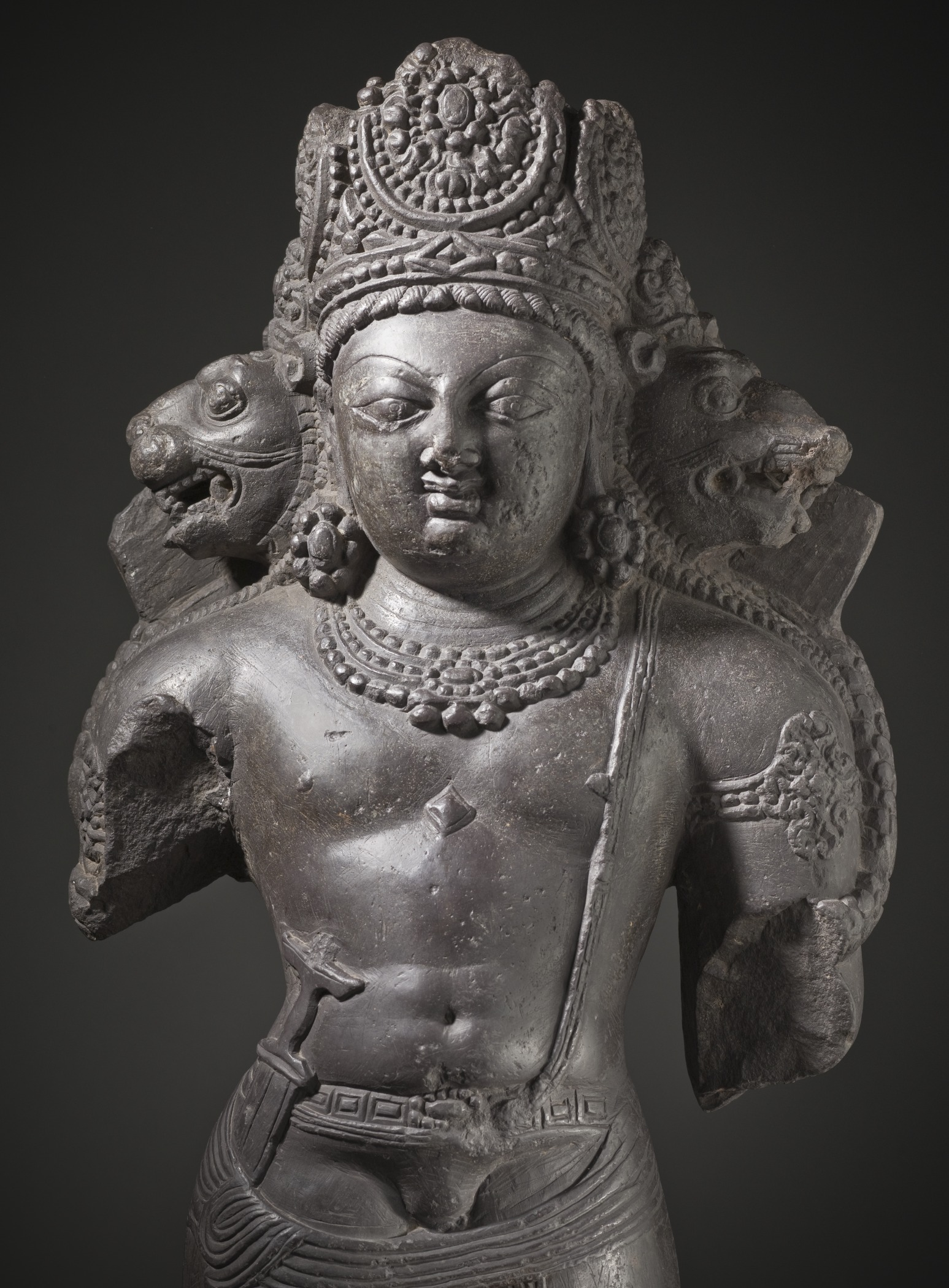
Une représentation de Vishnou aux trois faces: de lion, Narasimha, (à gauche sur la photo), humaine (au centre), de sanglier, Varâha, (à droite). Sculpture en schiste chlorite Xe siècle (détail), Jammu-et-Cachemire, Inde 59,6x26,7x12,7cm.Los Angeles County Museum of Art.

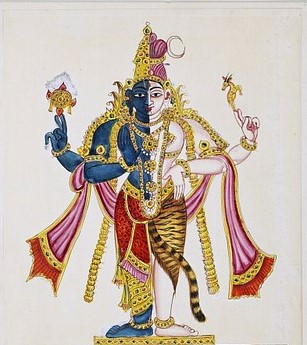
Harihara ou Shankaranarayana, union de Vishnou (Hari), corps bleu moitié gauche, et Shiva (Hara), corps blanc moitié droite. Gouache sur papier filigrané, 22x18cm. Auteur anonyme. Inde du sud, 1825. Victoria and Albert Museum (V&A). Londres.

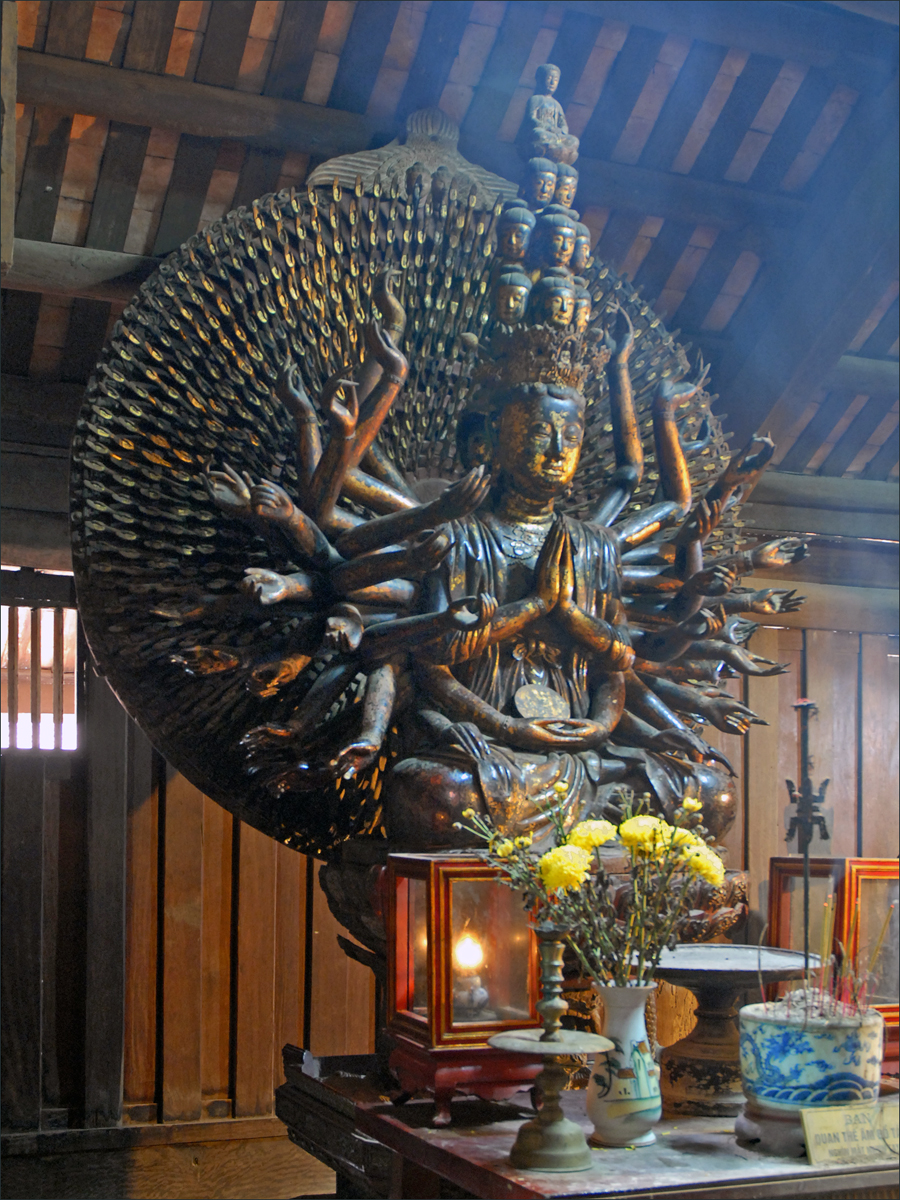
Représentation de Quan Am (Guanyin) aux mille bras, noms vietnamien et chinois d'Avalokiteśvara, (pagode Bút Tháp), province de Bắc Ninh,Viêt Nam. Bois sculpté, couleurs pourpre et dorée, XVII.

### Nīlakaṇṭha Lokeśvara
Nīlakaṇṭha Lokeśvara signifie: « Le Maître du Monde  à  la Gorge bleue », une des épithètes de Shiva,,.
La dharani dans sa forme originale, était la récitation des noms de Nīlakaṇṭha Lokeśvara par le bodhisattva  Avalokiteśvara. Celui-ci était alors considéré être le «récitant» et non le «destinataire» de l'hymne, comme dans d'autres dharanis destinées à d'autres déités populaires hindoues. Celles-ci, invoquées pour éloigner les influences négatives et réaliser les vœux de ceux qui les prononçaient, intégrèrent peu  à peu le panthéon bouddhique,.
Ce n'est que par la suite, peu à peu au fil des siècles, qu' Avalokiteśvara a  été assimilé à Nīlakaṇṭha et qu'il est devenu le «destinaire» de la dharani. Cela apparaît clairement dans une des versions datant du VIIIe siècle, qui contient l'expression « Avalokiteśvara-bhāṣita » (Prononcé par Avalokiteśvara) (bhāṣita est un adjectif signifiant «prononcé». Lokesh Chandra en conclut qu'à cette époque, l'assimilation n'était pas encore effective, ce que confirme par ailleurs une autre version écrite en sogdien intitulée : Nīlakaṇṭha nāma dhāraṇī (La dhāraṇī nommée Nīlakaṇṭha),.
Ce processus d'assimilation s'est étendu à d'autres divinités hindoues, comme Hayagriva, Cundhi, Tara, ainsi qu'à Vishnou et Shiva, dont on retrouve, dans la dharani, plusieurs des épithètes qui leur sont associées:
Vishnou:
-Varaha, 3e avatar du dieu (signification: "sanglier") ;
-Narasimha: 4e avatar du dieu (signification: Homme-lion«»),.
Ces deux avatars permettent de comprendre l’appellation de « Vishnou triple faces » : de lion, humaine, et de sanglier (vishvarupa).
Sont également mentionnés plusieurs attributs du dieu: le disque (Sudharshana Chakra; le lotus sacré (padma); la conque (shanka) ; la massue (gada).
Shiva:
- Nīlakaṇṭha: «celui qui a la Gorge bleue»;
- kṛṣṇa sarp opavīta : qui est ceint d'un serpent noir comme cordon sacré  (le cobra noir  « kṛṣṇasarpa »  est un des attributs du dieu;
Cette double évocation laisse supposer qu’à l’origine Nīlakaṇṭha était Harihara, divinité combinant les caractéristiques de  Vishnu-Hari (la moitié gauche), et de Shiva-Hara (la moitié droite), combinaison qui  par la suite a été assimilée par le bouddhisme,,,.

### Avalokiteśvara aux mille bras
La première des représentations iconographiques d'Avalokiteśvara  aux mille bras (IAST:sahasrabāhu), ou aux mille mains, devenue très populaire en Asie de l’est, aurait été présentée à Tang Gaozu, premier empereur de la dynastie Tang, par un moine itinérant nommé« Ch’ü-t’o-t’i-p’o » venu d’Inde du nord vers 618-626. Tang Gaozu n’y aurait prêté aucune  attention, pas plus qu'au texte qui l'accompagnait. Mais contrairement à lui, son fils et successeur Tang Taizong, empereur de 627 à 649, fut très intéressé. Aussi fit-il traduire en chinois la «  Dhāraṇī de celui qui a mille yeux et mille bras ». Les peintures murales du temple bouddhique Hōryū-ji (法隆寺), à Ikaruga au Japon, datent également de cette période.
En Inde, aucune trace de représentation imagée du bodhisattva « aux mille bras (ou mains) et mille yeux » de cette époque n'a été retrouvée. Néanmoins, son origine indienne ne semble pas faire de doute, comme cela est le cas pour les innombrables textes et hymnes écrits en pāli ou en sanskrit, lesquels ont tous été traduits ou translittérés en chinois, à la suite de leur « importation » en Chine,.
Il est possible que la forme d'Avalokiteśvara  aux mille bras, tout comme le Kāraṇḍavyūha Sūtra (en)  soit originaire du Cachemire, avant de se répandre au nord de l’Inde, mais pas au sud. De ce fait , le manque d’artefacts liés à cette représentation sur le continent indien, trouverait une explication plausible.
- Symbolisme du nombre mille

Le nombre « mille », de même que « dix mille », ont une haute valeur symbolique dans plusieurs traditions religieuses. Ainsi, les références aux « mille membres » sont-elles nombreuses dans les anciens textes hindous. Par exemple dans le Rig-Véda X-90: « L’Hymne à  Puruṣa»  décrit « L’homme cosmique  doté de mille têtes, mille yeux et mille pieds ».
Ce mythe védique de l’ Homme cosmique  , le principe mâle, dont sont issues toutes choses après son démembrement  (d’où les « mille membres »), a été repris par la tradition bouddhique. Ainsi , dans le Kāraṇḍavyūha Sūtra (lequel est antérieur de deux siècles à  la Nilakantha Dharani), Avalokiteśvara est présenté comme étant «l’Être cosmique omnipotent aux multiples émanations de déités masculines ou féminines».
En Chine, le culte rendu à Avalokiteśvara «aux mille bras » n'a été introduit qu'au VIIe siècle. Les trois maîtres ésotériques Shubhakarasimha, Vajrabodhi et Amoghavajra, soutenus et encouragés par la cour impériale, ont traduit des milliers de textes célébrant le boddhisattva, permettant ainsi  le développement d'une dévotion qui devait traverser les siècles.

## Traducteurs
Entre les VIe et XVIIIe siècles, neuf moines ont réalisées treize traductions de la dharani (certains  en ont effectué  plusieurs): six  indiens (à partir du sanskrit vers le chinois)  et trois tibétains (du sanskrit et du chinois vers le tibétain). Les unes sont dites « courtes », les autres « longues ». La différence de longueur provient du fait que certains éléments ne figurent pas dans toutes les versions. Il en résulte  que les nombres de versets sont variables , compris entre 74 et 113.
Ainsi que cela a été mentionné précédemment, l'on ne peut parler de « traductions» dans le plein sens du terme, qu’en ce qui concerne les stances du sutra qui forment la partie « récit » (circonstances et contexte). La partie « dharani, ou hymne » (récitée lors des offices et des célébrations rituéliques) étant des « translittérations ».
Au XXe siècle, celle des  dharanis   qui est devenue  la référence, vers les  VIIe – VIIIe siècle (désignée comme étant la version « standard ») a  été traduite en anglais  par  quatre auteurs, deux historiens (japonais, indien) et deux  maîtres zen (japonais, américaine).
Voici la liste nominative et chronologique de ces treize traducteurs.

### En chinois
Elles sont dues à six moines itinérants  indiens (l'un d'eux en a réalisées trois, un autre deux) qui se sont rendus en Chine pour y enseigner la doctrine bouddhique. Ils ont traduit des milliers de textes à partir du sanskrit.
- Zhitōng  智通 ou Chih-t’ung (japonais :  Chitsū 智通)[46], VIIe – VIIIe siècle. Entre 627 et 649 il a traduit deux fois une dharani intitulée : Sūtra Dhāraṇī Mystique d’Avalokiteśvara aux mille yeux et aux mille bras, (chinois: 千眼千臂觀世音菩薩陀羅尼神咒經), Taisho: T20n1057a et  Koreana : T20n1057b[47].
- Bhagavaddharma. Ses années de naissance et de mort sont inconnues. Il se serait rendu en Chine vers le milieu du VIIe siècle, entre 650 et 660. Sa traduction de la Nīlakaṇṭha est répertoriée dans le  Koreana K.294 et dans Taisho T20n1060_001. Dès le VIIe siècle, cette version est devenue « la référence » en Asie de l’Est. Depuis, sa  popularité n’a jamais cessé[48].

Un des Manuscrits de Dunhuang daté du VIIIe siècle atteste qu’elle aurait été réalisée à Khotan vers 661. Écrite en chinois, elle fait partie d'un ensemble de douze rouleaux se rapportant à Nīlakaṇṭha Lokeśvara, présentés comme ayant été traduits par le « śramaṇa (moine errant) indien de l’ouest Bhagavaddharma ».
- Bodhiruci 菩提流支 (562-727), était originaire du sud de l’Inde. Il s’est rendu en Chine en 693. En 709, il a traduit la dharani qu'il a intitulée : Sūtra Dhāraṇī du Boddhisattva-mère Avalokiteśvara aux mille mains et aux mille yeux  (chinois : 千手千眼觀世音菩薩姥陀羅尼身經) Taisho T20n1058 et  Koreana K.293[50].

Il a traduit une autre dharani, également dédiée à Avalokiteśvara aux mille bras. Sa référence Taisho est T20n1059. Ne se rapportant pas au texte objet de cet article, elle est mentionnée ici en raison de son titre, seul point commun avec la Nilakantha.
- Vajrabodhi 金剛智 (671-741). Est arrivé en 719 en Chine. C'est un des patriarches de l’ École Tantrique du bouddhisme ésotérique chinois Zhēnyánzōng 真言. Il est aussi considéré comme un des huit grands patriarches (le 5e) de l'école Shingon. Il a réalisé  deux traductions :

1) La première en 731, est intitulée : Dhāraṇī du Vaste, Parfait, sans compatissant Boddhisattva Avalokiteśvara aux mille mains et aux mille yeux (chinois : 千手千眼觀自在菩薩廣大圓滿無礙大悲心陀羅尼咒本) Taisho: T20n1061_001 , Koreana K.1270. Dans cette version, le nom Nīlakaṇṭha est mentionné plusieurs fois, même si celui-ci ne figure pas dans le titre ;
2) La seconde en 736, sous le  titre : Manuel de pratique rituelle du Vajraśekhara-Yoga du Grand Compatissant Nīlakaṇṭha Avalokiteśvara (chinois : 金剛頂瑜伽青頸大悲王觀自在念誦儀軌) Taisho T20n1112 et Koreana K.1269. Cette version est un manuel de rituel ésotérique.
- Amoghavajra 不空金刚  (705-774). Originaire du  nord de l’Inde ou du Sri-Lanka, il fut un disciple de Vajrabodhi, qu'il aurait rencontré à l'âge de dix ans. Comme lui, c'est l'un des maîtres du courant ésotérique chinois, et l'école Shingon le considère comme le sixième des grands patriarches. Trois traductions de la dharani lui sont attribuées, toutes datées de 726:

1) La Dhāranī du Grand Cœur Compatissant  d’Avalokiteśvara au mille mains et aux mille yeux (chinois:  千手千眼觀世音菩薩大悲心陀羅尼) Taisho: Tn201064. Il s’agit d’un extrait commenté de la version de Bhagavaddharma, augmenté d’une exégèse incluant des instructions rituéliques ;
2) La  Dhāranī Sutra du Cœur du Bodhisattva  Nīlakaṇṭha Avalokiteśvara (chinois: 青 頸 觀 自在 菩薩 心 陀羅尼 經) Taisho: T20n1111 ;
3) La Dhāranī de l’Infini, Parfait et Sans entraves Cœur Compatissant du Grand Miséricordieux Boddhisattva  Avalokitasvara  Lokeśvararāja (chinois: 大慈大悲救苦觀世音自在王菩薩廣大圓滿無礙自在青頸大悲心陀羅尼) Taisho:T20n1113b_001. Il s’agit d’une traduction commentée à partir du sanskrit (siddham), vers le chinois. On peut remarquer qu’une seule des versions (la n°2), contient le nom « Nīlakaṇṭha » dans le titre. Aucun des trois textes est répertorié dans le Koreana).
- Dyanabhadra (1236-1363)  ou Zhǐ kōng  指空. Il exerça une grande influence sur le courant ésotérique de son temps[53]. Sa traduction est difficile à dater avec précision. Chronologiquement, elle est la dernière des versions chinoises répertoriées, et fait partie de celles dites « longues ». Son titre est : Dhāraṇī du Vaste, Parfait, Grand cœur Compatissant du Bodhisattva Avalokiteśvara (chinois: 觀自在菩薩廣大圓滿無礙大悲心陀羅尼) Taisho T20n1113a (elle ne figure pas dans le Koreana)[47].

### En tibétain
Les trois versions font partie de celles dites  « longues ». Elles ont été réalisées entre les  VIIIe et XVIIIe siècles :
- Moine inconnu. La plus ancienne date d'avant le IXe siècle. Son auteur est resté anonyme. Elle a été faite à partir de la version chinoise qu' utilisera Chödrup un demi siècle plus tard[54].
- Chödrup (wylie: Chos grub; chinois:Fa- ch’eng  法成) (755-849), était originaire de Hgos. Il est connu pour avoir traduit de nombreux sutras à partir du chinois vers le tibétain et inversement, à la demande du roi Tri Ralpachen, l’un des Trois rois religieux du Tibet qui régna de 817 à 836[55].
- Changkya Rölpé Dorjé (Wylie: Lcang skya Rol pa'i Rdo rje) (1717-1786), était un moine enseignant, très proche de l'empereur chinois Qianlong de la Dynastie Qing[56]. Il est connu pour avoir supervisé la compilation quadrilingue des traductions du chinois vers le mandchou, le mongol et le tibétain de l’ensemble du Shurangama Sutra, de 1752 à 1763[57],[47].

### En anglais
Ce n’est qu’au XXe siècle, que les translittérations de la dharani en chinois et en japonais  ont été traduites en anglais : par  l’érudit japonais Daisetz Teitaro Suzuki (1935), par l’historien indien Lokesh Chandra (1988) et   par le maître zen et calligraphe japonais Kazuaki Tanahashi , conjointement avec  la rishi zen américaine Joan Halifax en (2015).

## Résumé du sutra
Le titre  du sutra , tel que traduit par Bhagavaddharma est : Avalokitesvara aux mille mains et aux mille yeux (chinois:  手千眼觀世音菩薩廣大圓滿無礙大悲心陀羅尼經, pinyin : Qiān shǒu qiān yǎn guānshìyīn púsà guǎngdà yuánmǎn wú ài dàbēi xīn tuóluóní jīng)  Taishō T20n1060_001 et Tripitaka Koreana n° K294, que Silfon Tsun a traduit par (titre abrégé): Dharani Sutra de la Grande Compassion (anglais: Great Compassion Dharani Sutra) et (titre complet): Dharani  Sutra du Grand Cœur Compatissant  de l’Infini, Parfait, Sans entrave Bodhisattva  Avalokiteśvara aux Mille mains et aux Mille yeux (anglais: Thousand-Handed and Thousand-Eyed Avalokitesvara Bodhisattva's Vast, Perfect, Unimpeded, Great-Compassionate Heart Dharani Sutra).
Il n’est pas composé de chapitres, comme c’est le cas pour le Sutra du Lotus. Il peut cependant  être divisé en cinq parties d’inégales longueurs.
- 1. Introduction : lieu de l’action, présentation de l’assemblée, apparition surnaturelle  d’ Avalokiteśvara.

Le Bouddha Śākyamuni est sur le mont Putuo, où réside le boddhisattva Avalokiteśvara. Il s’apprête à enseigner à l’assemblée composée de boddhisattvas, d’arhats, devas et de déesses , et aussi des  quatre rois célestes, des asuras, d’humains, et de toutes les catégories d’êtres. Mais soudain, avant qu’il ne dise mot, un immense éclair illumine le ciel, en comparaison duquel les lumières émises par le soleil, la lune et tous les autres astres paraissent ternes. L'un des bodhisattvas présents, Dhāraṇī King, demande au Bouddha: «Que se passe-t-il?». Celui-ci répond que cette lumière a été émise par Avalokiteśvara pour réconforter tous les êtres,.
Le Boddhisattva apparaît alors et Bouddha lui demande de raconter son histoire. Il révèle que des milliers de kalpas auparavant, alors qu’il n’avait encore atteint que le premier bhūmi , le Bouddha de la Lumière Infinie lui a récité la Dharani du grand Cœur Compatissant. Après l’avoir entendue, il fit le vœu de libérer tous les êtres et, doté de mille mains et de mille yeux, il atteignit rapidement la huitième terre de boddhisattva. Depuis ce temps, il est le dépositaire de la dharani. À ce titre, à la venue du Bouddha de chaque nouvelle ère, il renait d'un lotus, jamais d’un utérus , et il en sera ainsi jusqu’à ce que son vœu soit pleinement accompli..
- 2. Les dix vœux, les quinze mauvaises morts, les quinze bonnes  naissances.

Puis le bodhisattva exhorte et encourage les membres de l’assemblée à suivre son exemple. Il s’adresse particulièrement aux moines, aux nonnes, aux laïcs, hommes et femmes, aux jeunes êtres purs, garçons et filles, qui souhaitent réciter cette dharani. Il leur dit qu’ils devront développer leur esprit de compassion envers tous les êtres vivants et prononcer « les dix vœux ».

 
Ensuite, pour attester de ses pouvoirs , il énumère six exemples de situations extraordinaires : 

« Si je me dirige vers une montagne de couteaux, elle se brise d’elle-même;
 si je me dirige vers  de l’huile bouillante, elle sèche d’elle-même;
si je me dirige vers les enfers, ils disparaissent d’eux-mêmes;
si je me dirige vers  des fantômes affamés, ils se rassasient d’eux-mêmes;
si je me dirige vers les asuras, leurs mauvaises pensées se domptent elles-mêmes;
si je me dirige vers les animaux, ils atteignent d’eux-mêmes une grande sagesse »

 
Après quoi il ajoute : 

« Après avoir fait ces vœux,  récitez mon nom  et celui de mon Maître: « Namo au Bodhisattva Avalokiteśvara  et  au Bouddha da la Lumière Infinie Amitābha!». Puis, si vous pouvez, récitez ce mantra cinq fois ou plus chaque jour, pour effacer les souillures dues aux cycles des naissances et de morts accumulées pendant des centaines de milliers de kalpas. (...) Tous ceux qui réciteront la dharani du grand cœur compatissant  ne subiront pas les quinze sortes de mauvaises morts et obtiendront quinze sortes bonnes naissances dans leurs vies futures. »

- 3.La Dhāraṇī [61].

Avalokiteśvara  récite ensuite la dharani. La terre se met aussitôt à trembler et des fleurs tombent du ciel. Ce spectacle ravit  les Bouddhas des dix directions. Il permet aux membres de l’assemblée d’atteindre des niveaux de réalisation différents, selon leurs capacités de compréhension, mais effraie les adeptes des voies hétérodoxes.
Le Grand Brahmā récite lui-même des  gāthā adressés à tous les devas, nāgas et yakshas bienveillants, et leur demande de protéger les gardiens de la dharani, c’est-à-dire ceux qui la réciteront avec dévotion. Il demande à Avalokiteśvara d’expliquer plus encore les bienfaits de la dharani, aux points de vue spirituel et temporel,.
- 4.Prescriptions rituéliques et recettes magiques.

Ces prescriptions, propres à la branche ésotérique du bouddhisme vajrayāna énumèrent les bénéfices que peuvent en tirer ceux qui les accomplissent correctement. Cette partie, la plus longue, représente les trois quarts du sutra. Y sont détaillées diverses  pratiques  censées posséder un pouvoir magique, comme : récitation vingt-et-une fois de la dharani, en regardant : un ensemble d'objets divers coupants (couteaux, lames…); de l'eau pure; des graines de moutarde blanche; des cendres propres; un ruban de cinq couleurs, etc. Ceux-ci doivent ensuite être disposés selon un ordre défini, afin de délimiter un espace sacré.
Sont ensuite proposées diverses recettes, présentées comme efficaces pour:  faciliter un accouchement difficile, soigner une morsure de serpent, atteindre des objectifs spécifiques (soumettre les fantômes à sa volonté, repousser les invasions étrangères ou éviter les catastrophes naturelles),.
- 5.Les quarante mudras du boddhisattva[k],[64],[61].

## La dharani
Il y des versions dites « courtes, d’autres dites « longues » . Ce qui les différencie  est  leurs nombres de versets, compris entre 74 et  113.
La Nīlakaṇṭha  est structurée  suivant une forme  quadripartie précise:
- 1. Salutation à Avalokiteśvara, le récitant;
- 2. Mérites de la dharani;
- 3. La Dharani, introduite par « tad yathā » (signification: ainsi ce qui suit, comme suit)[67], qui dans une dharani est toujours placé après l'introduction;
- 4. Salutation finale aux Trois Joyaux et à Avalokiteśvara[l].

La dharani, adressée à un bodhisattva, est réputée posséder une puissance magique, comme le mantra, quand elle  est récitée dans un cadre rituélique approprié. La prosodie a une importance particulière. C’est pourquoi les traducteurs vers la langue cible (le chinois), ont fait en sorte que les nombres de mots et de syllabes prononcés, se rapprochent le plus possible de ceux de la langue source (le sanskrit). Ainsi, la Nīlakaṇṭha n’a pas été traduite  mais translittérée

### Versions «courtes»
Parmi les dix versions chinoises qui ont été mentionnées, sept sont dites « courtes » : celles de Bhagavaddharma (1), Amoghavajra (3), Zhitōng (2) et Bodhiruci (1).
Une particularité doit être soulignée en ce qui concerne les versions de  Zhitōng   et Bodhiruci: elles commencent par des louanges adressées à la triade Amitābha, Avalokiteśvara  et Mahasthamaprapta, ce que n’annoncent  pas les titres, lesquels ne font référence qu’à  « Avalokiteśvara  aux  mille yeux, aux  mille bras/mains ». Par ailleurs, plusieurs versets ne coïncident pas avec ceux  des autres versions, probablement parce que les sources utilisées étaient différentes. Même si leur postérité est moindre, elles présentent néanmoins un réel intérêt exégétique.

#### Versions de Bhagavaddharma et d’Amoghavajra
Le deux versions sont pratiquement identiques, sauf quelques points mineurs, dont les nombres de versets (82 et 74), résultant de découpages différents.
- Celle de Bhagavaddharma est la seule à être référencée à la fois dans le Tripitaka Koreana K.294 et dans le Taishō Shinshū Daizōkyō T20n1060)[71].

- Celle d’Amoghavajra est la 3e (et dernière), des traductions qu’il a réalisées T20n1113b_001[73].

#### Version «standard»
La version la plus populaire en Asie du Sud-Est depuis le VIIe siècle, est une combinaison de celles de Bhagavaddharma et d’ Amoghavajra. Elle peut être qualifiée de version « standard ».
Elle est quotidiennement récitée dans les monastères zen des pays de langue chinoise, en Corée, au Japon et au Viêt Nam. Le résultat n’est pas une réussite complète, quand on compare les textes originaux avec les traductions. Cela s’explique par le fait que les transcriptions et translittérations, ont été réalisées à partir de rouleaux détériorés ou incomplets.
Pour ce qui est des « translittérations de translittérations » de la dharani, à partir du chinois vers le coréen, le japonais et le vietnamien, les nombres de syllabes sont à peu près identiques dans toutes les langues. Les nombres de versets sont : 74, 77, 80, 82 ou 84, du fait de découpages différents selon les écoles.
Du fait de sa popularité, l'appellation «Avalokiteśvara aux mille bras»  s’est naturellement ajoutée, au fil du temps, à l’épithète « Le Grand Compatissant » (大悲 Dàbēi), qui désignait le boddhisattva.
- Raison de sa popularité

Quant à savoir pourquoi c’est elle, et non une des autres versions connues, qui est devenue « la référence », il semble que cela soit dû  à sa relative simplicité. Elle est facilement compréhensible, contrairement aux versions «longues», comme celles de Vajrabodhi, qui contiennent de nombreuses recommandations à caractère ésotérique sur les techniques de visualisation, ce qui les rend inaccessibles aux pratiquants ordinaires.
- Miraculeuse

Dès le début de sa diffusion, dans la Chine des Tang, de nombreuses anecdotes sont rapportées, évoquant les miracles réalisés après récitation de la dharani. Son efficacité est de plus en plus admise et reconnue parmi les bouddhistes et elle commence à être gravée sur les piliers dharani à partir de 871. Par la suite, des rouleaux sur lesquels est écrit le sutra complet (c’est-à-dire les stances et la dharani) commencent à circuler parmi les religieux et les laïcs, qui les échangent soit comme pieuses offrandes, soit pour obtenir des mérites. Cette dimension « miraculeuse »  a sans aucun doute constitué un facteur supplémentaire propre à séduire le plus grand nombre.

#### Reconstitution en IAST par Lokesh Chandra
À partir des différentes sources en siddham, translittérées  par Bhagavaddharma et Amoghavajra, Lokesh Chandra a reconstitué le texte en IAST, qu’il a ensuite traduit en anglais, suivant  le découpage quadriparti mentionné précédemment.,:
| Version «standard» reconstituée en IAST et traduite en anglais par Lokesh Chandra à partir des textes de Bhagavaddharma (T.1060) et d’Amoghavajra (T.1113b) | Version «standard» reconstituée en IAST et traduite en anglais par Lokesh Chandra à partir des textes de Bhagavaddharma (T.1060) et d’Amoghavajra (T.1113b) | Version «standard» reconstituée en IAST et traduite en anglais par Lokesh Chandra à partir des textes de Bhagavaddharma (T.1060) et d’Amoghavajra (T.1113b) |
| Texte en sanskrit IAST | Traduction en anglais | Traduction en français |
| --- | --- | --- |
| 1. namo ratna trayāya namo āryĀvalokiteśvarāya bodhisattvāya mahāsattvāya mahākaruṇikāya Oṃ sarva-bhayeṣu trāṇa karāya tasya namaskṛtvā imaṃ āryĀvalokiteśvara stavanaṃ Nīlakaṇṭha-nāma 2. Hṛdayaṃ vartayiṣyāmi sarv-ārtha-sādhanaṃ śubhaṃ ajeyaṃ sarva-bhutānāṃ bhava-mārga -viśodhakam 3. TADYATHĀ Oṃ apaloka lokātikrānta ehi Hare mahābodhisattva sarpa-sarpa smara smara mama hṛdayam kuru-kuru karma dhuru-dhuru vijayate mahāvijayate dhara-dhara dharāṇi-rāja cala-cala mama vimala-mūṛtte re ehy-ehi kṛṣṇa-sarp-opavīta viṣa-viṣaṃ praṇāśaya hulu-hulu malla hulu-hulu Hare sara-sara siri-siri suru-suru bodhiya-bodhiya bodhaya-bodhaya maitriya Nīlakaṇṭha darśanena prahlādaya manaḥ svāhā siddhāya svāhā mahāsiddhāya svāhā siddha-yogeśvarāya svāhā Nīlakaṇṭhāya svāhā Vāraha-mukhāya svāhā Narasiṃha- mukhāya svāhā padma-hastāya svāhā cakra-hastāya svāhā padma-hastāya (?) svāhā Nīlakaṇṭha-vyāghrāya svāhā Mahābali-Śankarāya svāhā 4. Namo ratna-trayāya namo āryĀvalokiteśvarāya svāhā (Oṃ siddhyantu mantra-padāni svāhā). | 1. Initial salutation Adoration to the Triple Gem. Adoration to ārya Avalokiteśvarā bodhisattva mahāsattva, the Great Compassionate One. Oṃ. Having paid adoration to One who protects in all dangers, here is the [recitation] of the names of Nīlakaṇṭha, as chanted by ārya Avalokiteśvarā. 2. Resolve to recite the hymn I shall enunciate the 'heart' [dhāraṇī] which ensures all aims, which purifies the path of existence. 3. Dharani proper THUS Oṃ. O Effulgence, World-Transcendent, come, oh Hari, the great bodhisattva, descend, descend. Bear in mind my heart-dhāraṇī. Accomplish, accomplish the work. Hold fast, hold fast, Victor, oh Great Victor. Hold on, hold on, oh Lord of the Earth. Move, move, oh my Immaculate Image. Come, come, Thou with the black serpent as Thy sacred thread. Destroy every poison. Quick, quick, oh Strong Being. Quick, Quick, oh Hari. Descend, descend, come down, come down, condescend, condescend. Being enlightened enlighten me. oh merciful Nīlakaṇṭha. Gladden my heart by appearing unto me. To the Siddha hail. To the Great Siddha hail. To the Lord of Siddha Yogins hail. To Nīlakaṇṭha hail. To the Boar-faced One hail. To the One with the face of Narasiṃha hail. To One who has a lotus in His hand hail. To the Holder of a cakra in His hand hail. To One who sports a lotus(?) in His hand hail. To Nīlakaṇṭha the tiger hail. To the mighty Śaṇkara hail. 4. Final salutation Adoration to the Triple Gem. Adoration to ārya Avalokiteśvarā, hail. (verset non traduit) | 1. Salutation initiale Adoration aux Trois Joyaux. Adoration au noble Avalokiteśvarā, bodhisattva, grand être pur, Le Grand Compatissant. Oṃ. Après avoir adoré Celui qui protège de tous les dangers, voici la [récitation] des noms de Nīlakaṇṭha, tels que chantés par le noble Avalokiteśvarā. 2. Annonce de la récitation de l'hymne Je vais énoncer la dhāraṇī du « cœur » qui permet d’atteindre tous les buts, et purificatrice du chemin de l’existence. 3. Corps de la dharani AINSI, COMME SUIT. Oṃ. Ô Radiance, Principe Transcendant du Monde, viens ô Hari, le grand boddhisttva, descend, descend. Garde à l’esprit ma dhāraṇī du cœur. Réalise, réalise l’œuvre. Tiens bon, tiens bon , Vainqueur, le Grand Vainqueur. Patiente, patiente ô Seigneur de la Terre, Agis, agis Ô mon Image Immaculée. Viens, viens, Toi qui est ceint du serpent noir comme cordon sacré. Détruis tous les poisons. Vite, vite, ô Être Fort. Vite, Vite ô Hari. Arrive, arrive, descend, descend, daigne, daigne. Être Illuminé, illumine-moi. Ô Miséricordieux Nīlakaṇṭha. Réjouis mon cœur en m’apparaissant. Au Parfait, gloire ! Au Grand Parfait, gloire ! Au Seigneur des Parfaits Yogis, gloire ! À Nīlakaṇṭha,gloire ! À Celui qui a une face de Sanglier, gloire ! À Celui qui a une face de Lion, gloire ! À Celui qui a un lotus dans Sa main, gloire ! À Celui qui tient le chakra, gloire ! À Celui dont la main est parée d’un lotus (?), gloire ! À Nīlakaṇṭha le tigre, gloire ! Au puissant Śaṇkara, gloire ! 4. Salutation finale Adoration aux Trois Joyaux. Adoration au noble Avalokiteśvarā, gloire! (Oṃ. Que les vœux de ce mantra se réalisent. Gloire!) |

### Postérité de la version «standard»
De nos jours, la dharani tient encore une place importante dans le rituel bouddhique mahāyāna. Récitées ou chantées quotidiennement, les translittérations locales ne diffèrent que par les nombres de versets.

#### Localisation
Dans la pratique du bouddhisme mahāyāna, la Nīlakaṇṭha Dhāraṇī est très populaire  dans les pays d’Asie de l’Est: en Chine continentale, à Taïwan, en Corée, au  Japon et aussi au  Viêt Nam. On peut également mentionner Singapour (qui fait partie de la région Asie du Sud-Est), où le bouddhisme (théravada, mahāyāna et tibétain) est pratiqué par 33,20% de la population (statistiques 2015),.
La dharani a une moindre popularité dans les pays pratiquant le bouddhisme tibétain, bien qu'Avalokiteśvara  y tienne une place particulière, le Dalaï-lama étant considéré comme une de ses émanations.

#### Version zen chinoise
La dharani est particulièrement vénérée dans les pays de langue chinoise où  Avalokiteśvara, sous la forme de Guanyin aux mille bras, est la plus populaire parmi les formes du bodhisattva. Elle est le plus souvent désignée par l’appellation « Mantra de la grande compassion »' (大悲咒 Dàbēi zhòu). Le texte est très proche de ceux de Bhagavaddharma et d’Amoghavajra.
Une des adaptations adoptée dans les monastères  Zen chinois de Hong Kong, ainsi que dans les pays occidentaux où  cette branche a essaimé depuis la fin du XXe siècle (notamment les États-Unis, le Canada et le  Royaume-Uni) est composée de 77 versets.

#### Version coréenne
Divisée en 84 versets, cette version  fait partie de celles dites « courtes », bien que certains éléments proviennent de la « longue » de Vajrabodhi. Son titre est Nilakanta  Dalani (hangeul : 니라칸타 • 다라니) et elle fait partie de la liturgie du rituel bouddhique.
Les bouddhistes laïcs souhaitant placer leurs lieux d’habitation sous de bons auspices, suspendent, sur un mur de la maison ou de l'appartement, une copie de la dharani imprimée ou calligraphiée sur un  rouleau de papier ou de parchemin. Elles sont illustrées de représentations de déités.
Une ancienne version calligraphiée, écrite en hangeul et siddham , est présentée et analysée par Lokesh Chandra, qui  en propose une reconstitution en sanskrit IAST.

#### Versions japonaises
Le titre  diffère selon les écoles, de même que les nombres de versets (80, 82 ou 84) :
-Sōtō: Daihishû ou Daihi Shin Darani.
-Rinzai, Ōbaku: Daihi Enmon Bukai Jinshu, ou Daihishu .
-Shingon :  大悲心陀羅尼 .

#### Version vietnamienne
Jusqu’au XVIIe siècle, le texte était écrit en vietnamien ancien (le chữ nôm) qui utilisait des caractères chinois (ou sinogrammes). La transcription moderne est en vietnamien romanisé (le chữ quốc ngữ). Elle est intitulée  Chú Ðại Bi (Mantra de la Grande Compassion), qui  est  une translittération  du   大悲咒  Dàbēi zhòu  chinois (c’est  donc une translittération de translittération). Cette version est  divisée en 84 versets et fait partie des  versions « courtes ».
La récitation de l'hymne est précédée  de  l’exclamation «Thiên Thủ  Thiên Nhãn Vô Ngại  Đại Bi Tâm Đà la ni  (ou) Đà ra ni»  (Dhāraṇī Sūtra  de la Grande compassion, de l’Infini, Parfait, Sans entraves bodhisattva Avalokiteśvara aux mille mains et aux mille yeux). Il est dédié à «Quan Âm aux mille bras et mille yeux» (aussi appelée Quán Thế Âm ou  Quán Thế Âm Bồ Tát) désignation en vietnamien de Guanyin, la représentation féminine du bodhisattva Avalokiteśvara en Chine.
Il est récité ou chanté quotidiennement le matin et soir, par les moines et les nonnes du courant mahāyāna. La dévotion des laïcs est variable: les plus pieux pratiquent chaque jour, à la pagode ou chez eux; les moins assidus, seulement quatre jours par mois, la veille et le jour de nouvelle lune, les quatorzième et quinzième jours du calendrier lunaire. De nombreux fidèles le connaissent par cœur. Le Chú Đại Bi  est populaire car il est dédié à Quán Âm, laquelle tient place importante dans le panthéon bouddhique vietnamien. Elle est vénérée au même titre que son Maître le Bouddha Amitābha (vietnamien: A Di Đà) , dont elle porte l'effigie au centre de sa coiffure,.
- Texte du  Chú Đại Bi

Dans le tableau suivant, le texte du Chú Đại Bi  est présenté :
1. Translittéré, puis traduit en vietnamien moderne (chữ quốc ngữ) ; traduit en français ;
2. Reconstitué en sanskrit IAST.
L’ensemble est suivi d’une analyse succincte.
- Galerie

| Au Viêt Nam, à l'entrée de nombreuses pagodes, notamment dans les lieux touristiques, le Chú Đại Bi (Mantra de la Grande Compassion), est proposé soit sous forme de livret, soit sur simple feuillet imprimé. Ils sont réalisés à l'initiative de pratiquants bouddhistes qui en font offrande au sangha. Description des illustrations: * À gauche : Deux livrets, premières de couvertures, carton souple, 21 × 14,5 cm. -Exemplaire de couleur verte, 32 p. : Quan Âm (ou Quán Thế Âm Bồ Tát) est debout sur un lotus. Elle est représentée sous sa forme aux vingt-quatre bras et aux onze visages,. La signification (et non la traduction littérale) des mots «Nghi Thức Trì Tụng» est: «Instructions pour bien réciter (le CHÚ ĐẠI BI)». -Exemplaire de couleur orangée, 12 p. : Quán Âm est assise sur un lotus. Dans sa main droite, elle tient un rameau de saule pour l'aspersion de l'eau divine purificatrice, contenue dans le vase posé sur la paume de sa main gauche. Au milieu de sa coiffure est représentée l'effigie du Bouddha A Di Đà (Amitābha). * Au centre : Un des livrets ouvert. On peut lire les versets numérotés 1-42 du Chú Đại Bi, soit la moitié du texte intégral. * À droite : Feuille de papier ordinaire (21x29,7cm). Texte complet du Chú Đại Bi, soit 84 versets, imprimé en noir et blanc. En haut de la page, de part et d'autre, figurent les représentations d' A Di Đà et de Quán Âm. Remarque: l'un des livrets compte plus de pages (32) que l'autre (12) parce qu'il est plus illustré et contient des instructions rituéliques (suivant la mention figurant sur la première de couverture). |  | Au Viêt Nam, à l'entrée de nombreuses pagodes, notamment dans les lieux touristiques, le Chú Đại Bi (Mantra de la Grande Compassion), est proposé soit sous forme de livret, soit sur simple feuillet imprimé. Ils sont réalisés à l'initiative de pratiquants bouddhistes qui en font offrande au sangha. Description des illustrations: * À gauche : Deux livrets, premières de couvertures, carton souple, 21 × 14,5 cm. -Exemplaire de couleur verte, 32 p. : Quan Âm (ou Quán Thế Âm Bồ Tát) est debout sur un lotus. Elle est représentée sous sa forme aux vingt-quatre bras et aux onze visages,. La signification (et non la traduction littérale) des mots «Nghi Thức Trì Tụng» est: «Instructions pour bien réciter (le CHÚ ĐẠI BI)». -Exemplaire de couleur orangée, 12 p. : Quán Âm est assise sur un lotus. Dans sa main droite, elle tient un rameau de saule pour l'aspersion de l'eau divine purificatrice, contenue dans le vase posé sur la paume de sa main gauche. Au milieu de sa coiffure est représentée l'effigie du Bouddha A Di Đà (Amitābha). * Au centre : Un des livrets ouvert. On peut lire les versets numérotés 1-42 du Chú Đại Bi, soit la moitié du texte intégral. * À droite : Feuille de papier ordinaire (21x29,7cm). Texte complet du Chú Đại Bi, soit 84 versets, imprimé en noir et blanc. En haut de la page, de part et d'autre, figurent les représentations d' A Di Đà et de Quán Âm. Remarque: l'un des livrets compte plus de pages (32) que l'autre (12) parce qu'il est plus illustré et contient des instructions rituéliques (suivant la mention figurant sur la première de couverture). |  | Au Viêt Nam, à l'entrée de nombreuses pagodes, notamment dans les lieux touristiques, le Chú Đại Bi (Mantra de la Grande Compassion), est proposé soit sous forme de livret, soit sur simple feuillet imprimé. Ils sont réalisés à l'initiative de pratiquants bouddhistes qui en font offrande au sangha. Description des illustrations: * À gauche : Deux livrets, premières de couvertures, carton souple, 21 × 14,5 cm. -Exemplaire de couleur verte, 32 p. : Quan Âm (ou Quán Thế Âm Bồ Tát) est debout sur un lotus. Elle est représentée sous sa forme aux vingt-quatre bras et aux onze visages,. La signification (et non la traduction littérale) des mots «Nghi Thức Trì Tụng» est: «Instructions pour bien réciter (le CHÚ ĐẠI BI)». -Exemplaire de couleur orangée, 12 p. : Quán Âm est assise sur un lotus. Dans sa main droite, elle tient un rameau de saule pour l'aspersion de l'eau divine purificatrice, contenue dans le vase posé sur la paume de sa main gauche. Au milieu de sa coiffure est représentée l'effigie du Bouddha A Di Đà (Amitābha). * Au centre : Un des livrets ouvert. On peut lire les versets numérotés 1-42 du Chú Đại Bi, soit la moitié du texte intégral. * À droite : Feuille de papier ordinaire (21x29,7cm). Texte complet du Chú Đại Bi, soit 84 versets, imprimé en noir et blanc. En haut de la page, de part et d'autre, figurent les représentations d' A Di Đà et de Quán Âm. Remarque: l'un des livrets compte plus de pages (32) que l'autre (12) parce qu'il est plus illustré et contient des instructions rituéliques (suivant la mention figurant sur la première de couverture). |

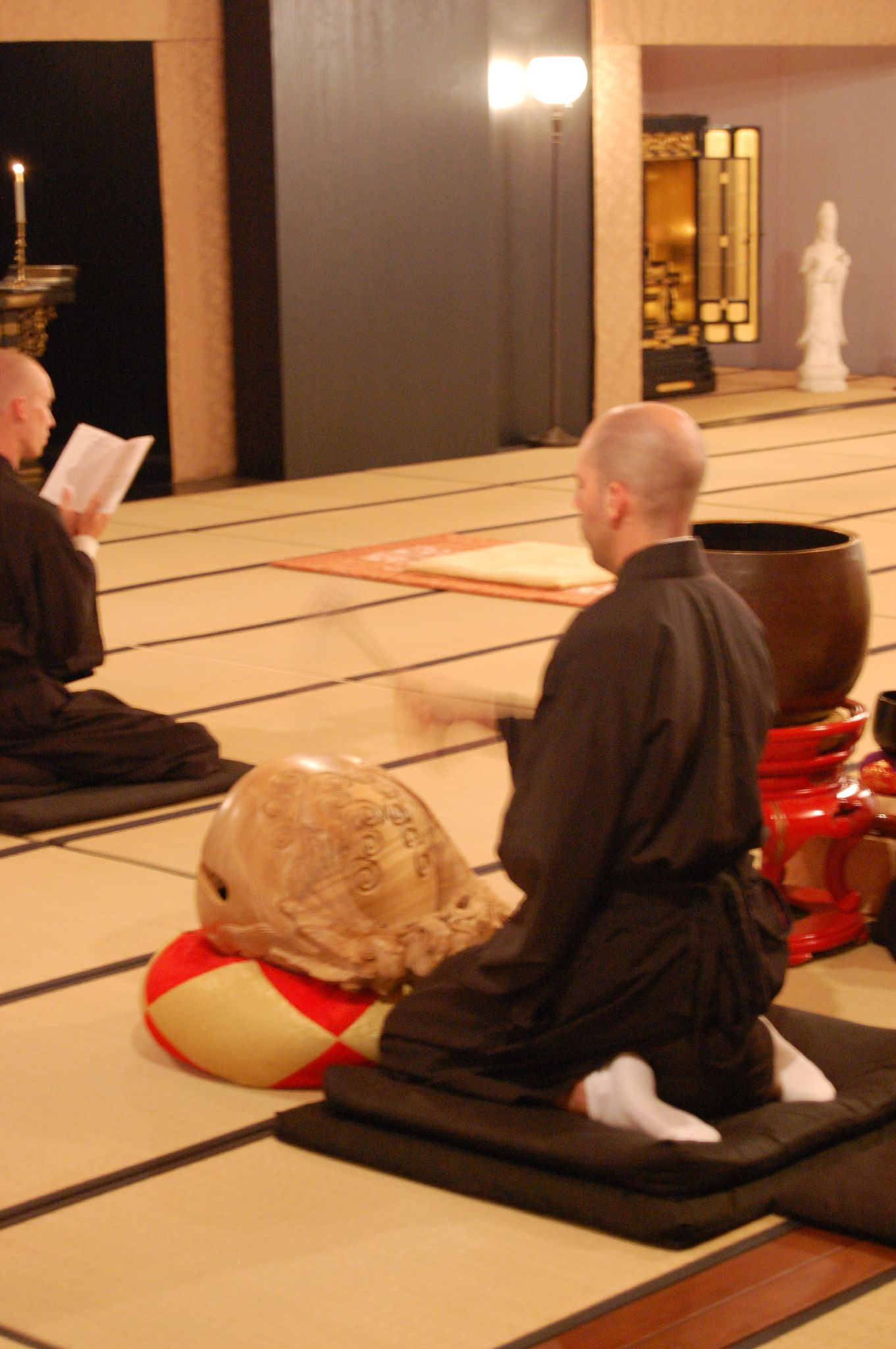
Moine zen frappant un mokugyo (poisson en en bois) avec un maillet, durant la lecture d'un sutra.

| Au Viêt Nam, à l'entrée de nombreuses pagodes, notamment dans les lieux touristiques, le Chú Đại Bi (Mantra de la Grande Compassion), est proposé soit sous forme de livret, soit sur simple feuillet imprimé. Ils sont réalisés à l'initiative de pratiquants bouddhistes qui en font offrande au sangha. Description des illustrations: - À gauche : Deux livrets, premières de couvertures, carton souple, 21 × 14,5 cm. -Exemplaire de couleur verte, 32 p. : Quan Âm (ou Quán Thế Âm Bồ Tát) est debout sur un lotus. Elle est représentée sous sa forme aux vingt-quatre bras et aux onze visages,. La signification (et non la traduction littérale) des mots «Nghi Thức Trì Tụng» est: «Instructions pour bien réciter (le CHÚ ĐẠI BI)». -Exemplaire de couleur orangée, 12 p. : Quán Âm est assise sur un lotus. Dans sa main droite, elle tient un rameau de saule pour l'aspersion de l'eau divine purificatrice, contenue dans le vase posé sur la paume de sa main gauche. Au milieu de sa coiffure est représentée l'effigie du Bouddha A Di Đà (Amitābha). - Au centre : Un des livrets ouvert. On peut lire les versets numérotés 1-42 du Chú Đại Bi, soit la moitié du texte intégral. - À droite : Feuille de papier ordinaire (21x29,7cm). Texte complet du Chú Đại Bi, soit 84 versets, imprimé en noir et blanc. En haut de la page, de part et d'autre, figurent les représentations d' A Di Đà et de Quán Âm. Remarque: l'un des livrets compte plus de pages (32) que l'autre (12) parce qu'il est plus illustré et contient des instructions rituéliques (suivant la mention figurant sur la première de couverture). |  | |  | |

### Pratique
- Dans le cadre rituélique (in situ : temples, pagodes, monastères, au foyer).

La dharani est chantée ou récitée. Le phrasé est ponctué par des frappements rapides avec un maillet sur un poisson en bois, le mokugyo, par un moine ou une nonne dans les lieux consacrés,,, par les pratiquants laïcs ( upāsaka- upāsika), chez eux devant l’autel familial.
- Dans le cadre virtuel non rituélique.

Le développement d’internet a permis une prolifération de sites, qui proposent en ligne des milliers de versions de durées variables (de quelques minutes  à plusieurs heures de répétitions en boucle), dont certaines totalisent plusieurs millions de vues. Elles sont enregistrées par des religieux,, ou par des artistes célèbres dans les milieux bouddhistes asiatiques, comme la chanteuse sino-malaisienne Imee Ooi, qui interprète la dharani en sanskrit  et en chinois , ou la chanteuse vietnamienne Kim Linh.

### Confusion avec un autre dharani
Dans les pays de langue chinoise et au Viêt Nam, une autre dharani est connue sous le titre Great Compassion Mantra (Mantra de la Grande Compassion). Elle est aussi populaire que la Nīlakaṇṭha, avec laquelle elle est souvent confondue, bien que les textes soient très différents. Leur seul point commun est d’être l’une et l’autre dédiées à Avalokiteśvara.
Elle est désignée par d'autres titres, comme: Eleven-Faced Avalokitesvara Heart Dharani Sutra (en) (Dharanisutra  du Cœur d’ Avalokiteśvara aux onze visages), dû à l’historien japonais Ryuichi Abe, ou Tibetan Great Compassion Mantra 藏傳大悲咒 (Mantra de la Grande Compassion Tibétain), ou encore The Great Compassion Mantra in Sanskrit  梵音大悲咒 (Mantra de la Grande Compassion en Sanskrit), lesquels ne sont ni des translittérations ni des traductions. Cette pluralité de titres (dont l'un laisse supposer, à tort, une origine tibétaine) pour un texte chanté seulement en sanskrit  contribue à entretenir la confusion.
Contrairement  à la  Nīlakaṇṭha, elle ne fait pas partie des textes récités quotidiennement dans le cadre rituélique.
En fait, il s’agit d'une dharani extraite de l’ « ekādaśamukham-sutra» (Sutra des onze visages ou faces), bien plus courte que la Nīlakaṇṭha. Sa  popularité tient probablement au fait qu'elle est chantée par des interprètes asiatiques célèbres parmi les bouddhistes, comme la nonne tibéto-népalaise Ani Chöying Drolma ou la chanteuse sino-malaisienne Imee Ooi.
En outre, à la suite du développement d’internet déjà évoqué, les mises en ligne par des organisations à vocation religieuse ne cessent de se multiplier. Des dizaines de milliers de sites proposent la même interprétation, parfois chorégraphiée, dont certaines totalisent plusieurs millions de vues (voire dizaines de millions pour les plus anciennes),.

 
Qu’une dharani comportant dans son titre : «Avalokiteśvara aux onze visages (ou faces) » soit l’objet d’un réel engouement au point d’être confondue avec la « Nīlakaṇṭha » peut se comprendre. Lokesh  Chandra écrit: 

« The Thousand-armed Avalokiteśvara with eleven heads is the most popular form. The number of heads increases to twenty five, and sometimes the crown bears upto five hundred heads.
( Avalokiteśvara aux mille bras et aux onze têtes est la forme la plus populaire. Le nombre de têtes est de (augmente à) vingt-cinq, et parfois la couronne supporte jusqu'à cinq cents têtes.) »

### Versions «longues»
Ce groupe  est composé des versions suivantes : la chinoise de Vajrabodhi; les tibétaines, dont les deux connues sont celles de  Chödrup et de Changkya Rölpé Dorjé et celle écrite en brahmi et en sogdien retrouvée parmi les rouleaux des manuscrits de Dunhuang.
Aucune n’est devenue aussi populaire que la « courte » de Bhagavaddharma car elles  contiennent de nombreuses recommandations à caractère ésotérique, comme les techniques de visualisation, qui les rendent difficilement compréhensibles, voire inaccessibles  aux pratiquants ordinaires.

#### Version de Vajraboddhi
Vajrabodhi  l’a réalisée en 731. Son titre complet est : La dharani complète et pleinement efficace du Grand compatissant bodhisattva  Avalokiteśvara aux mille bras  et aux mille yeux  (The complet and fully efficacious dharani  of the Thousand-armed and Thousand-eyed Avalokitesvara bodhisattva the Mahakarunika). Le nom Nīlakaṇṭha y est mentionné plusieurs fois, bien qu'il ne figure pas dans le titre.
Elle n’est pas devenue aussi populaire que la version « courte »  de Bhagavaddharma, térité au mux versions «longues», comme celles de Vajrabodhi, qui contiennent de nombreuses recommandations à caractère ésotérique sur les techniques de visualisation, ce qui les rend inaccessibles aux pratiquants ordinaires.

Elle est compte  113 versets, soit plus que les  versions  de Bhagavaddharma (+31), d’Amoghavajra (+39).
Le texte source utilisé par Vajrabodhi est écrit en siddham (T20n1061_001 et K.1270) , que Lokesh chandra a reconstitué en sanskrit IAST, en adoptant un découpage quadriparti  au lieu des 113 versets .
- Analyse succincte.

Cette version présente de nombreuses similitudes avec les trois « courtes » de Zhitōng , Bhagavaddharma et  Amoghavajra, et comporte dans sa partie finale, deux éléments  qui confirment ce qui a été mentionné précédemment  (cf. section « Nīlakaṇṭha Lokeśvara ») :
- que dans le texte original de la dharani, les différents noms désignant Nīlakaṇṭha étaient prononcés par Avalokiteśvara; ainsi la phrase: « Āryāvalokiteśvara-bhāṣitaṃ Nīlakaṇṭha-nāma » ( les noms de Nīlakaṇṭha prononcés (bhāṣitaṃ) par Āryāvalokiteśvara »), permet de déduire  sans ambiguïté, que l’assimilation  Nīlakaṇṭha/Avalokiteśvara n’était pas encore effective en 731, année de la traduction par Vajrabodhi;
- que plusieurs épithètes associées à Vishnu–Hari et Shiva-Hara, comme : «Maheśvara» (le seigneur suprême),«Mahākāla» (Grand destructeur), «halāhala-viṣa nirjita» (vainqueur  du poison halāhala), «vyāghra-carma-nivasana» (celui qui est vêtu d’une peau de tigre), «Padmanābha» (dont le nombril porte un lotus), sont attribuées  à Nilakantha-Avalokiteśvara, ce qui établit qu’il est bien une métamorphose de Harihara.

#### Versions tibétaines
Au Tibet, de même que dans les pays où le bouddhisme tibétain s’est développé depuis le VIIe siècle , la popularité de la dharani est moindre, bien qu’elle ait été traduite par trois moines natifs de ce pays. Avalokiteśvara y est vénéré sous le nom de «Tchenrézi», dont les Dalaï Lamas et les Karmapas sont considérés être des émanations,.
La forme tibétaine accorde une place essentielle au mantra  Om maṇi padme hūm rattaché à Avalokiteśvara. ,,,.
Les versions tibétaines connues font partie de celles dites « longues ». La plus connue est celle de Chödrup (VIIIe siècle), dont le nom est mentionné en qualité de traducteur sur dix des manuscrits  de Dunhuang. Il l'a probablement réalisée à partir d'une version chinoise. Elle est proche de celle de Vajrabodhi. C'est la plus longue et la plus complète.
Celle de Changkya Rölpé Dorjé, la plus tardive (XVIIIe siècle), est généralement présentée comme étant basée sur la version chinoise de Zhitōng, mais en fait, elle est plus proche  de celle de Chödrup, dont elle suit la lecture tibétaine, malgré quelques différences notables.

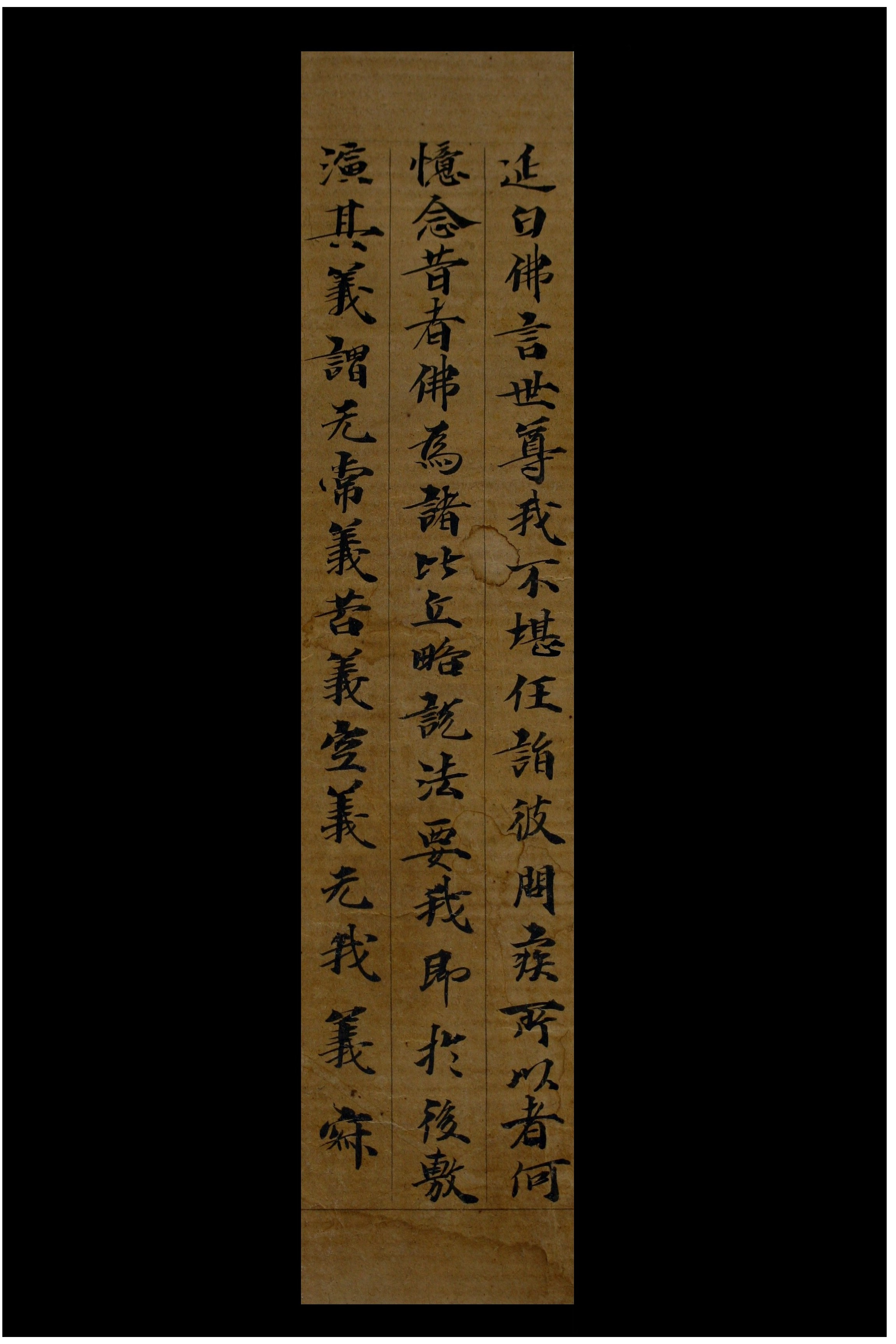
Un fragment de sutra sur un des rouleaux des Manuscrits de Dunhuang trouvés dans les Grottes de Mogao. Période Dynastie Tang (618-907).

#### Manuscrits de Dunhuang
Une autre version figurant parmi  les manuscrits de Dunhuang trouvés dans les Grottes de Mogao , en plus des douze rouleaux de la Nīlakaṇṭha Lokeśvara dont il a été question précédemment (cf.paragraphe Bhagavaddharma), doit être mentionnée.
Il s’agit d’un fragment datant du VIIIe siècle environ, écrit en brahmi et en sogdien. Il a été découvert par  Sir Aurel Stein, publié par Robert Gauthiot et  Louis de La Vallée-Poussin en 1912. Son titre est Dharanī  des noms d’Āryāvalokiteśvara-Nīlakaṇṭha aux mille bras. Bien que le rouleau soit incomplet et détérioré (il manque le début de la dharani), il a pu être établi qu’il s’agit d’une version « longue » et non d’une « courte »,,, ,.
Le texte est très proche de celui de Vajrabodhi (Taisho: T20n1061 , Koreana: K.1270),.
Il est conservé à la British Library, dans le cadre de l’International Dunhuang Project (IDP).

### Traductions en anglais
Ce n’est qu’au XXe siècle, que les translittérations de la dharani en chinois et en japonais  ont été traduites en anglais : par  le professeur, traducteur et érudit japonais Daisetz Teitaro Suzuki (1935), dont la traduction a été révisée par l’historien indien Lokesh Chandra (1988);  par le maître zen et calligraphe japonais Kazuaki Tanahashi et la rishi zen américaine Joan Halifax , conjointement (2015).
Dans ces traductions  les versets ne sont pas numérotés. Il est notable  que le rythme prosodique  ne correspond  pas  à celui  des autres versions précédemment citées.
Cela n’est pas sans importance quand il s’agit  d’un texte réputé avoir un pouvoir magique, à la seule condition qu’il soit récité d’une façon précise. Ainsi peut-on comprendre  la raison pour laquelle les moines indiens ont translittéré et non pas traduit cette partie du sutra.
Bien qu’elles soient « courtes, elles  comportent quelques éléments   figurant dans les versions « longues ».

#### Traduction  de D.T Suzuki
D.T Suzuki  a été le premier  à traduire la dharani en anglais, dans son ouvrage Manual of Zen Buddhism (Manuel de Bouddhisme Zen), (1935 et 1950).

 
À propos des dharanis il écrit : 

« Une dharani est  supposée détenir  un pouvoir magique en elle-même, ou ayant une profonde signification. Lorsqu’elle est prononcée, elle  neutralise  les mauvais esprits prêts à interférer avec l’effet spirituel généré par le rituel. (…) Lorsqu’elles sont traduites, les dharanis  sont dépourvues de signification. Ce sont essentiellement  des invocations, qui sont des appels aux puissances supérieures, et  des exclamations, destinées  à effrayer les esprits hostiles,. »

.
Dans sa traduction, les versets ne  sont pas numérotés, mais l’on en dénombre 44, soit : (-30) que celle d’ Amoghvajra ; (-38) celle Bhagavaddharma ;  (-69) que celle de Vajrabodhi . Quant au nombre de syllabes, la différence est encore plus importante car il s’agit  d’une traduction.

#### Traduction de   Lokesh Chandra
Chandra ne partage pas le point de vue de Suzuki. Pour lui, les invocations et exclamations contenues dans une dharani ne sont pas sans signification. Il écrit : 

« Une dharani est une ardente invocation pour une ineffable exaltation (…) Chaque expression  a une cohérence syntaxique, chaque phrase est l’expression et l’écho d’un profond désir humain. Des mots vides de sens conduiraient à la perdition. (…) L’esprit de l’homme a besoin de ces mots. Ces mots sont la flamme qui embrase  l’âme humaine. »

Il note aussi que Suzuki a négligé de restituer la structure quadripartie propre aux dharanis, à savoir :
- 1. Salutation initiale (l’intention du destinataire de la dharani) ;
- 2. Annonce de la dharani ;
- 3. Corps de la dharani, introduit par l’expression « Tadyathā » ;
- 4. Salutation finale.
Enfin, il relève que: 1) la traduction a été réalisée à partir d’une version incomplète d’Amoghavajra; 2) que dix-huit  mots ou groupe de mots écrits en Siddham ont été mécompris et mal traduits.
Ce double constat  a conduit Chandra à  réviser la traduction. Dans sa version annotée, il reprend un  à un les dix-huit  points qui, selon lui, devaient être reformulés, complétés ou corrigés.

#### Tableau comparatif des traductions  de  D.T Suzuki  et de L.Chandra
Dans le tableau qui suit, les deux textes sont mis en parallèle. La numérotation des versets indiquée entre parenthèses  a été ajoutée pour simplifier la lecture.
- Analyse succincte.

- L’on peut remarquer que Chandra n’a  pas traduit « Nīlakaṇṭha » (versets: 8, 28, 33, 39) par «  blue-necked (gorge-bleue) », comme l’a fait Suzuki (versets: 4, 39).
- Suzuki n'a pas traduit les termes sanskrits «Hulu, hulu, mala, hulu, hulu, hile!» et  «Sara, sara! siri, siri! suru, suru!» (versets 24-25), qu'il a repris sans annotation, contrairement  à Chandra (versets 24-25-26): «Descend, descend (Arrive, arrive)», «come down, come dow (descend, descend)», «condescend, condescend (daigne, daigne)»,
-La traduction de Chandra n'est pas une succession d'exclamations, comme celle de Suzuki qui a ponctué chaque verset par un "!".

#### Traduction de Kazuaki Tanahashi et Joan Halifax
Le maître zen et calligraphe japonais Kazuaki Tanahashi, dans une  des sections de son ouvrage consacré au Sūtra du Cœur, propose une traduction de la dharani, effectuée conjointement avec la rishi zen américaine Joan Halifax. Ils  l’ont réalisée  à partir des versions japonaises  shingon analysées par  trois auteurs : Shūyō Takubo  (1960) ; Tomoyasu Takenaka et  Toshihiko Kimura (1998),, 
Les versets ne sont pas numérotés, mais l’on en dénombre 43, soit : (-1) que Suzuki : (-31) qu'Amoghvajra ; (-39) que Bhagavaddharma et  (-70) que Vajrabodhi). Ci-après la numérotation indiquée entre parenthèses a été ajoutée: 
- Analyse succincte.

-Comme dans la traduction de Suzuki, figure l’appellation «  blue-necked (gorge-bleue) », et non « Nīlakaṇṭha ».
-Bien qu’il s’agisse d’une version « courte », il est fait référence à deux éléments figurant dans la version « longue » de Vajrabodhi, lesquels sont absents  dans la traduction Suzuki (mais présents dans la version annotée de Chandra) :
- élément relatif au « serpent noir » : « You are the dark conqueror abiding near the left shoulder. Svaha. (Vous êtes le serpent noir  éternel reposant près de l’épaule gauche. Svaha.) ;
- élément relatif à  «  la peau de tigre » : « You wear a tiger skin. Svaha.(Vous êtes vêtu d’une peau de tigre. Svaha.).

### Tableau synoptique de quatre versions en sanskrit IAST
Dans le tableau suivant sont regroupées quatre  des versions citées, deux «courtes» et  deux «longues», reconstituées en  IAST :
1. Version d’Amoghavajra (courte) T20n1113b_001;
2. Version  «standard » (courte), combinaison  de celles  de Bhagavaddharma et d’Amoghavajra, reconstituée par Lokesh Chandra;
3. Version de Vajrabodhi (longue), T20n1061_001, reconstituée en IAST par Lokesh Chandra;
4. Manuscrit de Dunhuang : Fragment  Final de la Nila-kantha-dhāraṇī (longue), en brahmi et sodgien, publié par  Louis de La Vallée-Poussin et Robert Gauthiot en 1912, reconstitué en IAST par Lokesh Chandra (le début du sutra est manquant).